# Aïssata Lam (Frauenrechtlerin)

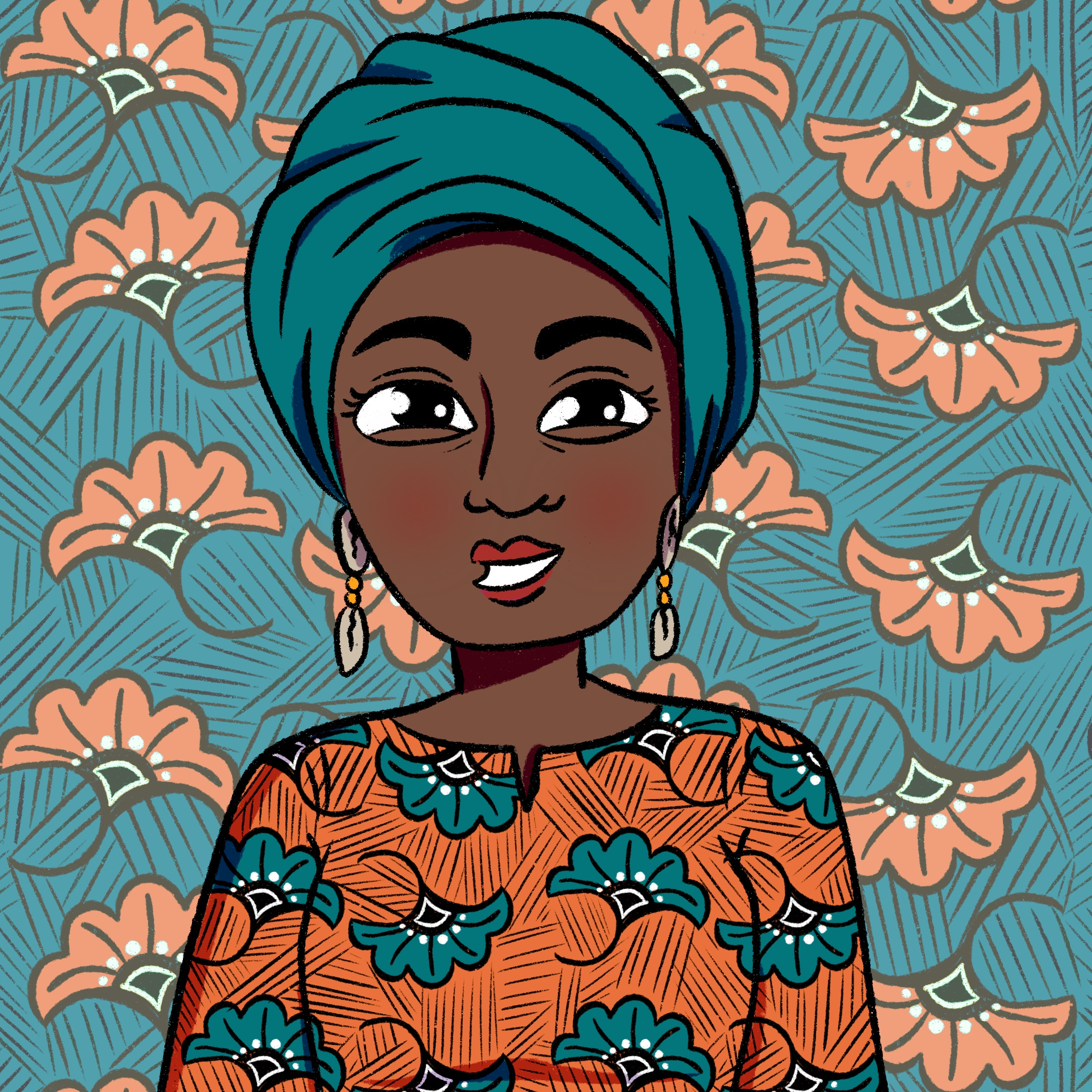
Portrait von Aïssata Lam

Aïssata Lam (* 1986 oder 1987) ist eine mauretanische Frauenrechtlerin und Mikrofinanz-Expertin.

## Leben
Lam ist Absolventin der École des hautes études commerciales (auch: HEC Montréal) in Montreal (Kanada) und der Harvard University in Cambridge (Vereinigte Staaten). Den Schwerpunkt ihres Studiums legte sie auf Mikrofinanz und ländliche Finanzierung.
Sie ist Mitbegründerin und Präsidentin der 2013 gegründete mauretanische Handelskammer der Jugend (Youth Chamber of Commerce of Mauritania, YCCM). Die Gründung erfolgte, um junge Unternehmerinnen zu unterstützen, die Schwierigkeiten haben Finanzmittel für ihre Start-ups zu erhalten.
Sie setzt sich für die Rechte der Frau ein und nutzt ihre Plattform, um außergewöhnliche mauretanische Frauen zu ehren. Sie wurde vom französischen Präsident Emmanuel Macron in den G7-Rat für die Gleichstellung der Geschlechter berufen. Sie betreibt derzeit das Gründerzentrum iLab. Lam hat sich gegen die Kinderheirat ausgesprochen.

## Auszeichnungen und Ehrungen
Sie wurde 2019 für ein Porträt der Reihe BBC 100 Women ausgewählt.